# Universidad del Golfo de Ciencia y Tecnología
La Universidad del Golfo de Ciencia y Tecnología (en árabe: جامعة الخليج للعلوم والتكنولوجيا) es la primera universidad privada establecida en el país asiático de Kuwait. Tiene un acuerdo de inscripción dual con la Universidad de Misuri-St. Louis. 
La Universidad iba a ser un complemento de la Universidad de Kuwait, la única institución de educación superior en Kuwait en ese momento, y estaba destinada servir a las demandas siempre crecientes de educación de la sociedad local y la región del Golfo Pérsico. En enero de 1997, el Grupo Académico de Kuwait, integrado por 41 miembros del cuerpo docente de la Universidad de Kuwait, fue fundado para sentar las bases para el proyecto de "Universidad del Futuro". Sus estudios culminaron en la visión de la "Universidad del Golfo de Ciencia y Tecnología".